# Lansargues
Lansargues település Franciaországban, Hérault megyében. Lakosainak száma 3130 fő (2022. január 1.). Lansargues Candillargues, Lunel-Viel, Marsillargues, Mauguio, Mudaison, Saint-Brès, Saint-Just, Saint-Nazaire-de-Pézan és Valergues községekkel határos.

## Népesség
A település népességének változása:
| Lakosok száma | 1504 | 1704 | 2130 | 2583 | 2975 | 3085 | 3112 | 3099 | 3096 | 3130 |
|               | 1968 | 1982 | 1990 | 2006 | 2013 | 2015 | 2017 | 2019 | 2020 | 2022 |